# Atarib
Atarib (arab. أتارب) – miasto w Syrii, w muhafazie Aleppo. W 2004 roku liczyło 10 657 mieszkańców.